# سيعجبك
سيعجبك (بالتركية: Seversin)‏ هو مسلسل رومانسي كوميدي تركي من بطولة إيلايدا أليسان وبوراك يوروك، عرض على قناة كانال دي من 1 يونيو إلى 10 أكتوبر 2022.

## طاقم العمل
- إيلايدا أليسان
- بوراك يوروك

## جدول البث
| الموسم | الموسم | الحلقات | الحلقات | البث الأصلي  | البث الأصلي    | البث الأصلي |
| الموسم | الموسم | الحلقات | الحلقات | البث الأول   | البث الأخير    | الشبكة      |
| ------ | ------ | ------- | ------- | ------------ | -------------- | ----------- |
|        | 1      | 20      | 20      | 1 يونيو 2022 | 10 أكتوبر 2022 | كانال دي    |